# Szántó Galéria

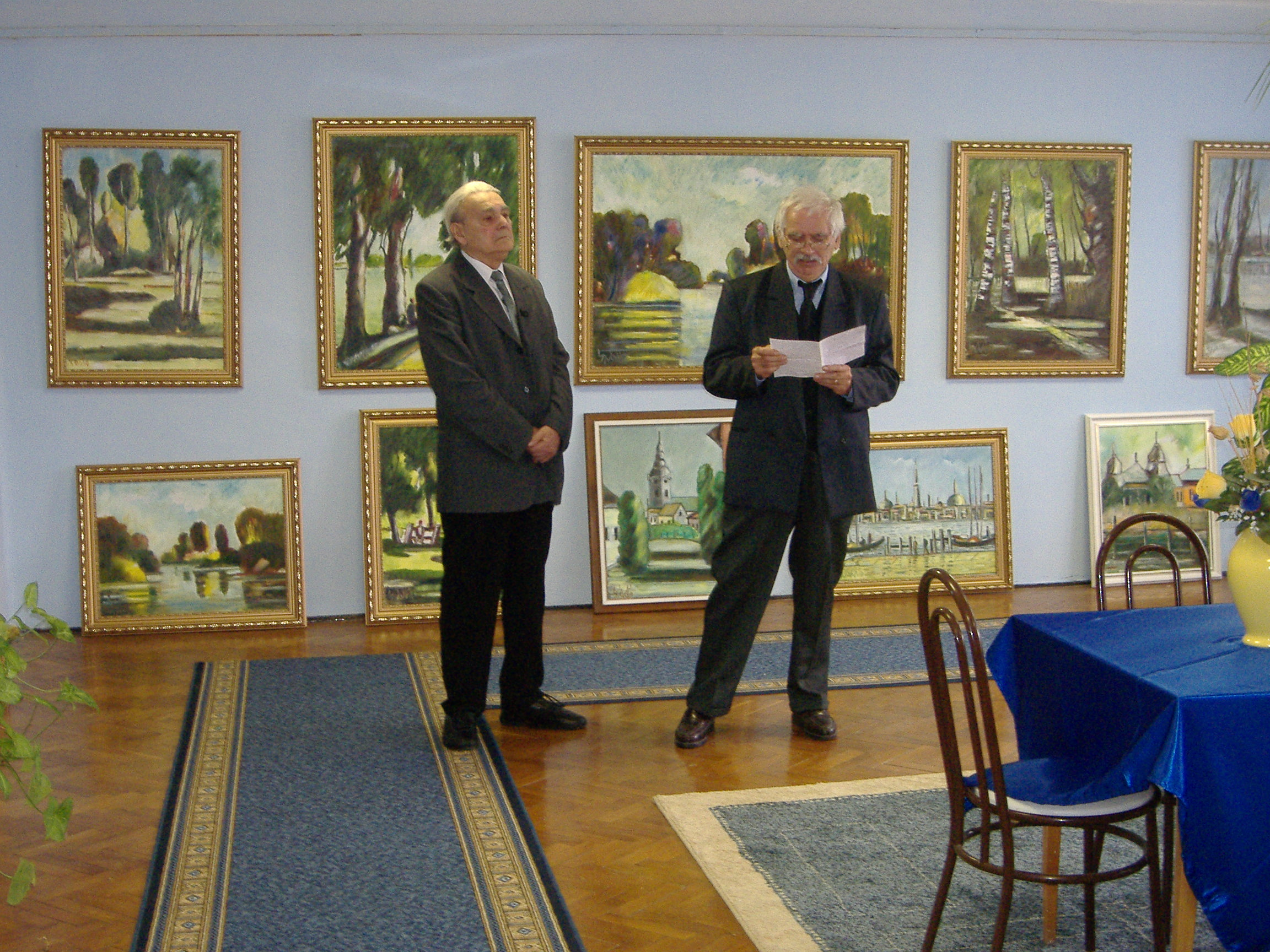
Szántó János Hézső Ferenc társaságában, új kiállításának megnyitóján

A Szántó Galéria és Műterem egy makói kiállítóhely volt, amely a tárlat 2001-es megnyitásától Szántó János festőművész 2011-es haláláig működött.
A festőművész (1931-2011) újvárosi, Justh Gy. utca 23. szám alatt található galériájában különböző stílusirányzatú festmények, skiccek, grafikák és egyéb vázlatjellegű munkák voltak megtekinthetőek. A Szántó János által festett képek témája főként a Balaton, Füzesgyarmat, Makó régi épületei, vagy a Maros ártere. A kiállítóhely a nyitvatartási időben előzetes bejelentkezéssel volt látogatható. Szántó János 1986 óta bérelte a műtermet, a tárlat 2001. június 22-én nyílt meg és a művész halála után, 2011 májusában zárt be végleg.

## Külső hivatkozások
- Szántó Galéria - Makó.hu
- Itthon.hu - Szántó Galéria és Műterem[halott link]
- A makói Szántó János harminc éve fest - Délmagyararország Archiválva 2008. augusztus 14-i dátummal a Wayback Machine-ben